# Lancer du disque féminin aux championnats du monde d'athlétisme 1991
Navigation
Rome 1987 Stuttgart 1993
L'épreuve du lancer du disque féminin des championnats du monde d'athlétisme 1991 s'est déroulée les 29 et 31 août 1991 dans le Stade olympique national de Tokyo, au Japon. Elle est remportée par la Bulgare Tsvetanka Khristova.

## Résultats

### Finale
| Rang               | Athlète                | Pays             | Essais | Essais | Essais | Essais | Essais | Essais | Marque   | Notes |
| Rang               | Athlète                | Pays             | 1      | 2      | 3      | 4      | 5      | 6      | Marque   | Notes |
| ------------------ | ---------------------- | ---------------- | ------ | ------ | ------ | ------ | ------ | ------ | -------- | ----- |
| Médaille d'or      | Tsvetanka Khristova    | Bulgarie         |        |        |        |        |        |        | 71,02 m  |       |
| Médaille d'argent  | Ilke Wyludda           | Allemagne        |        |        |        |        |        |        | 69,12 m  |       |
| Médaille de bronze | Larisa Mikhalchenko    | Union soviétique |        |        |        |        |        |        | 68,26 m  |       |
| 4                  | Martina Opitz-Hellmann | Allemagne        |        |        |        |        |        |        | 67,14 m  |       |
| 5                  | Daniela Costian        | Australie        |        |        |        |        |        |        | 66,06 m  | AR    |
| 6                  | Min Chunfeng           | Chine            |        |        |        |        |        |        | 65.,56 m |       |
| 7                  | Iryna Yatchenko        | Union soviétique |        |        |        |        |        |        | 64,92 m  |       |
| 8                  | Zhao Yonghua           | Chine            |        |        |        |        |        |        | 63,62 m  |       |
| 9                  | Ellina Zvereva         | Union soviétique |        |        |        |        |        |        | 63,22 m  |       |
| 10                 | Maritza Martén         | Cuba             |        |        |        |        |        |        | 62,40 m  |       |
| 11                 | Xiao Yanling           | Chine            |        |        |        |        |        |        | 61,20 m  |       |
| 12                 | Bárbara Hechavarría    | Cuba             |        |        |        |        |        |        | 60,62 m  |       |

## Légende
Records et Performances
- AR : Record continental (area record)
- CR : Record des championnats (championship record)
- MR : Record du meeting (meet record)
- NR : Record national (national record)
- OR : Record olympique (olympic record)
- PR : Record paralympique (paralympic record)
- PB : Record personnel (personal best)
- SB : Meilleure performance personnelle de la saison (season's best)
- WL : Meilleure performance mondiale de l'année (world leader)
- WJR : Record du monde junior (world junior record)
- WR : Record du monde (world record)

Circonstances et Conditions
- DNF : N'a pas terminé (did not finish)
- DNS : N'a pas pris le départ (did not start)
- DQ : Disqualification (disqualification)
- NM : Aucun essai valable enregistré (No Mark)
- Q : Qualifié « directement » au prochain tour (ou à la prochaine compétition), lors d'une compétition majeure, grâce au classement ou à la réalisation des minima (automatic qualifier)
- q : Qualifié au prochain tour (ou à la prochaine compétition), lors d'une compétition majeure, grâce au repêchage ou à la réalisation de l'une des meilleures performances parmi celles des « non qualifiés directement » (grâce au meilleur temps ou à la meilleure distance par exemple) (secondary qualifier)